# Милански трамвај
Миланска трамвајска мрежа (итал. Rete tranviaria di Milano) је део мреже јавног превоза Милана, којом управља Azienda Trasporti Milanesi.
У функцији од 1881., мрежа је дуга 180.3 км,  што га чини једним од највећих на свету. Има необичну ширину од 1445 мм (италијански колосек),  и обухвата 17 градских линија.
Док милански метро карактерише низак ниво централности, са не више од две линије које се укрштају на било којој од метро станица, трамвајска мрежа је суштински централизована, при чему скоро половина линија пролази или завршава око Пјаца дел Дуомо, централног градског трга. 

## Услуге
Милански трамвај мрежа саобраћа на следећим линијама:

### Урбане линије
- 1 Greco (Via Martiri Oscuri) ↔ Roserio (Sacco Hospital)
- 2 Piazzale Bausan ↔ Piazzale Negrelli
- 3 Duomo M1 M3 ↔ Gratosoglio
- 4 Cairoli M1 ↔ Niguarda (Parco Nord)
- 5 Ortica ↔ Niguarda Hospital
- 7 Piazzale Lagosta ↔ Precotto M1
- 9 Centrale FS M2 M3 ↔ Porta Genova FS M2 (right side of the circle)
- 10 Viale Lunigiana ↔ Piazza XXIV Maggio (left side of the circle)
- 12 Roserio (Sacco Hospital) ↔ Viale Molise
- 14 Maggiore Cemetery ↔ Lorenteggio
- 15 Duomo M1 M3 ↔ Rozzano (via Guido Rossa)
- 16 San Siro Stadium M5 ↔ Via Monte Velino
- 19 Lambrate FS M2 ↔ Piazza Castelli
- 24 Piazza Fontana (Duomo M1 M3) ↔ Vigentino
- 27 Piazza Fontana (Duomo M1 M3) ↔ Viale Ungheria
- 31 Bicocca M5 ↔ Cinisello Balsamo (Via I Maggio)
- 33 Piazzale Lagosta ↔ Rimembranze di Lambrate

### Међуградске линије (привремено обустављене)
- 178 Нигуарда ↔ Дезио (укинут од краја 2011, са пројектом нове линије која иде на истој прузи и проширена до железничке станице Серегно, чија је изградња почела 2024.)
- 179 Комасина ↔ Лимбијате (прекинуто од 2022.)

## Пројекти
Најјужнији део Виа Рипамонти, који иде до границе са Опером, припрема се за евентуално продужење линије 24, али од марта 2016. није одобрена ниједна набавка за стварно постављање колосека и рад трамваја. Општина је у децембру 2022. одобрила пројекат проширења пруге од 1,3 км до ИЕО (буквално: „Европски институт за онкологију“), који ће трамвајем возити ближе Опери. 